# Хорхе Гарсія Монтес
Хорхе Гарсія Монтес-і-Ернандес (ісп. Jorge García Montes y Hernandez; 19 жовтня 1896 — 21 червня 1982) — кубинський політик, одинадцятий прем'єр-міністр Куби.

## Біографія
Народився у Нью-Йорку, де його батько перебував у вигнанні під час війни за незалежність Куби від іспанського володарювання. 1917 року здобув юридичну освіту, закінчивши Гаванський університет.
Від 1922 до 1944 року був депутатом Палати представників Куби від Ліберальної партії. Під час державного перевороту 1933 року, в результаті якого було повалено режим Херардо Мачадо, був змушений залишити країну, та повернувся на Кубу за два роки. Від 1954 до 1959 року був сенатором. Одночасно від 1955 до 1957 року обіймав посаду прем'єр-міністра за президентства Фульхенсіо Батисти, а у 1957—1959 роках очолював міністерство освіти.
Після Кубинської революції знову був змушений виїхати з країни до Сполучених Штатів, де провів решту свого життя.